# Gerenday Ágnes
Gerenday Ágnes (Budapest, 1951. október 27. – 2023. május 6.) karnagy, zenepedagógus, rádiós szerkesztő, 1996-2023 között a Budapesti Lantos Kórus (korábban: Budapesti Ifjúsági Kórus) művészeti vezetője, a Magyar Kórusok, Zenekarok és Népzenei Együttesek Szövetsége – KÓTA Művészeti Bizottságának volt elnöke.

## Családja, gyermekkora
Gerenday Endre zenepedagógus, karnagy és Fallenbüchel Ágnes kézimunka-földrajz szakos tanárnő gyermekeként született. 

## Tanulmányai
A Lajos utcai általános iskolában kezdte tanulmányait, majd az Apáczai Csere János Gimnáziumban tanult. A Liszt Ferenc Zeneművészeti Főiskolán 1976-ban végzett középiskolai énektanár és karvezető szakon. Tanárai között volt Gaál Margit, Vásárhelyi Zoltán, Maklári József, Ónody Márta, Szőnyi Erzsébet, Nagy Olivér és Szokolay Sándor.

## Kutatói, oktatói tevékenység
1975-1978 között az MTA Zenetudományi Intézet Népzenekutató Csoport népzene- és néptánckutató részlegben dolgozott gyűjteményi munkatársként, Sárosi Bálint és Vikár László irányításával. 1978 és 1983 között a Zsámbéki Tanítóképző Főiskolán tanított zeneelméletet, zenetörténetet, karvezetést és tantárgy-pedagógiát, valamint vezette a Zsámbéki Tanítóképző Főiskola Női Karát. 1983-ban főiskolai oktatói tevékenységéért minisztériumi dicséretben részesült. 10 évig tanított a Budapesti Tanítóképző Főiskola esti és levelező tagozatán is.

## Minisztériumi munkája
1983-tól 2016-os nyugdíjazásáig a mindenkori kulturális minisztériumban a hivatásos zenei élet referenseként dolgozott a Művészeti Főosztályon (ezért a munkájáért szakmai tanácsadói címet kapott, később elnyerte a Magyary Zoltán-díjat.) Főelőadóként, a Művelődési Minisztérium zenei osztályának munkatársaként 1986-ban ő volt a Liszt Ferenc-emlékév szervezésének felelőse.

## Karvezetői munka
1970-től kezdett énekelni a KISZ Központi Művészegyüttes Központi Énekkarában, ahol zongorakísérő, majd betanító korrepetitor lett. 1986-tól Strausz Kálmán vezetése alatt másodkarnagyként, majd 1996-tól karnagyként dolgozott az időközben Budapesti Ifjúsági Kórus nevet felvett énekkarnál. Számos más kórusnál töltött be zongorakísérői és helyettes karnagyi szerepet, mint a Ganz Kapcsolók és Készülékek Gyára Új Világ Férfikara, a Volánbusz Liszt Ferenc Férfikar, a Solymári Férfikar vagy a Láng-Acélhang Férfikar (utóbbi kórus vezetését 2009-től vette át édesapjától, Gerenday Endrétől). Pályafutása során karvezetőként számos koncerten lépett fel külföldön: Svájcban, Ausztriában, Lengyelországban, Romániában és Hollandiában.

## Szakmai közélet
1975 márciusában a Liszt Ferenc Társaság felvette tagjai sorába. A szervezetnek haláláig tagja volt.
Külsős zenei szerkesztőként 28 éven át közreműködött a Kossuth Rádió és a Bartók Rádió számos zenei és irodalmi műsorának létrehozatalában, valamint munkatársa volt a Calypso Rádiónak és rövid ideig az Egri Katolikus Rádiónak.
1998-ban ő lett a Magyar Kórusok és Zenekarok Szövetsége – KÓTA, a  Kölcsey Ferenc Megyei és Városi Művelődési Központ (Debrecen) és a Budapesti Akadémiai Kórustársaság által alapított Magyarországi Kórusversenyek és Fesztiválok Szövetsége ügyvezető elnöke. Éveken át a Magyar Kórusok, Zenekarok és Népzenei Együttesek Szövetsége – KÓTA választmányi tagja, 2017-től haláláig a Művészeti Bizottság elnöke. Az ő ötlete nyomán hirdeti meg évente a KÓTA a Magyar Kórusok Napját, amely a Kodály Zoltán születésnapjához kapcsolódó néhány napban az egész országot megmozgató hangversenyek sorozata. 2016-2020 között az NKA Zeneművészet Kollégiuma tagja. Nemzetközi kórusversenyek zsűritagja és zsűrititkára volt, itthon és külföldön egyaránt. A Lantos Rezső Emlékalapítvány egyik létrehozója, illetve a Lantos Rezső emlékére évente meghirdetett karvezető verseny rendszeres zsűritagja. Az Erkel Ferenc Társaság tiszteletbeli tagja is volt.

## Díjai, elismerései
2000-ben a Magyar Köztársasági Érdemrend Ezüst Érdemkereszttel tüntették ki. 2021 októberében a Magyar Művészeti Akadémia zeneművészeti tagozata kiemelkedő zenepedagógiai tevékenységéért elismerő oklevelében részesítette. 2024. október 23-án a Magyar Kórusok, Zenekarok és Népzenei Együttesek Szövetsége posztumusz KÓTA-díjban részesítette.

## Emlékezete
2024 óta a Lantos Rezső emlékére megrendezett Fiatal Karvezetők Versenyének közönségdíja a Gerenday Ágnes Emlékdíj nevet viseli (az első ilyen díjat Szikszai Patrik Imre vehette át).

## Főbb publikációi
- Gerenday Endre, Gerenday Ágnes: Zenetörténeti ismeretek. Tanítóképző Főiskola, Bp., 1982